# Inácio Joaquim de Sousa Leão

Armas do barão de Sousa Leão.

Inácio Joaquim de Sousa Leão, o barão de Sousa Leão, (25 de novembro de 1826 — Recife, 30 de maio de 1904) foi um político brasileiro.
Foi primeiro-vice-presidente da província de Pernambuco, nomeado por carta imperial de 20 de março de 1886, exercendo o cargo interinamente quatro vezes: de 30 de março a 10 de novembro de 1886, de 27 de outubro a 7 de novembro de 1887, de 4 de fevereiro a 16 de abril de 1888, e de 23 de abril a 20 de junho de 1889.
Nasceu na então província de Pernambuco, filho de Antônio de Paula de Sousa Leão, Fidalgo Cavaleiro, e de Teresa Vitorina Bezerra da Silva Cavalcanti, e, portanto, era irmão do Barão de Jaboatão e da Viscondessa de Campo Alegre.
Casou-se com Joaquina Pires Portela de Sousa Leão, irmã de Joaquim Pires Machado Portela. Eles eram os pais da Baronesa da Soledade.
Formado em Direito pela Faculdade do Recife, exerceu o cargo de inspetor da Alfândega, e foi deputado provincial e geral em varias legislaturas pela dita província, senhor do Engenho Pimentel e vice-presidente da Câmara Municipal do Recife. Era Fidalgo Cavaleiro da Casa Imperial e Cavaleiro da Imperial Ordem da Rosa. Recebeu o título de barão em 18 de maio de 1889.